# Jacob Bagge (1898)
Jakob Bagge, officiellt HM Torpedkryssare Jacob Bagge, var en torpedkryssare i svenska flottan. Hon var det tredje fartyget av fem i Örnen-klass, som hon bildade tillsammans med Örnen, Claes Horn, Psilander och Clas Uggla. Huvudbestyckningen utgjordes av två 12 cm kanoner, och den sekundära bestyckningen av fyra 57 mm kanoner. Jacob Bagge byggdes på Kockums Mekaniska Verkstad i Malmö och sjösattes den 30 april 1898. Den 23 november samma år levererades hon till flottan. Mellan åren 1927 och 1935 tjänstgjorde Jacob Bagge som flygdepåfartyg, och från 1941 som skolfartyg för kadetter. Jacob Bagge utrangerades 1947 och skrotades 1951. Fartyget fick sitt namn efter den svenske amiralen Jakob Bagge, främst känd för sina insatser under nordiska sjuårskriget (1563-70).

Jacob Bagges vapen.